# Aromadédrine
L'aromadédrine ou aromadendrine (dihydrokaempférol) est un composé organique de la famille des flavanonols, un sous-groupe de flavonoïdes. Elle est naturellement présente dans le bois du pin de Sibérie (Pinus sibirica).

## Métabolisme
L'enzyme dihydrokaempférol 4-réductase utilise la cis-3,4-leucopélargonidine et le NADP+ pour produire la (+)-aromadédrine, NADPH et H+.

## Utilisation
La (+)-leucopélargonidine et le (2R,3S,4R)-3,4,5,7,4-pentahydroxyflavane peuvent être synthétisée à partir de la (+)-aromadendrine par réduction avec le tétrahydruroborate de sodium.

### Hétérosides
Le (2R,3R)-trans-aromadendrine-7-O-bêta-D-glucopyranoside-6"-(4"-hydroxy-2"-méthylène butanoate) est un glucoside acétylé de l'aromadendrine présente dans l'écorce du tronc d'Afzelia bella (Fabaceae).
La phellamurine est le dérivé 8-prénylé 7-glucoside de l'aromadendrine.